# Obra coronada

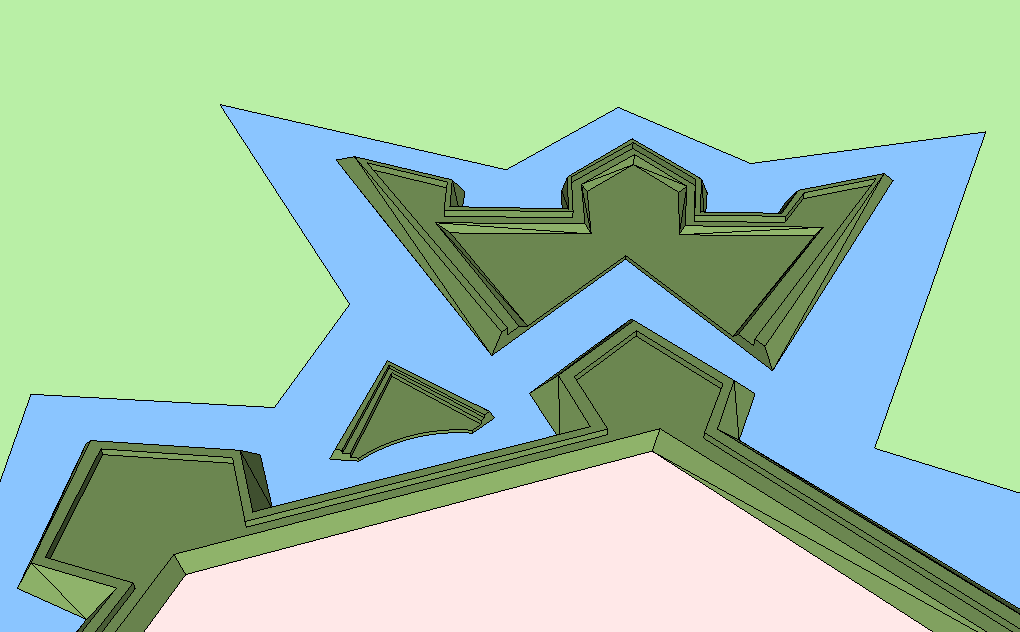
Obra coronada o hornebeque doble

Una obra coronada, es una construcción defensiva situada en el exterior de la fortaleza que defiende en un frente amplio..

## Descripción y finalidad
Se llama obra coronada a una fortificación que abarca más terreno que cualquiera de las accesorias. 
Se compone de una gola espaciosa, de dos alas terminadas a la campaña y dos medios baluartes cada uno de los cuales se va a unir por medio de una cortina particular a un baluarte entero que está a cabeza de la obra. 
Se conoce también como hornabeque doble, ya que puede considerado formado por dos hornabeques, de forma que un semibaluarte de cada uno de los hornabeques forman el baluarte central de la obra coronada. 
Se hacen obras coronadas para ocupar un terreno espacioso, para acerse dueño de una altura o para ocupar la cabeza de un campo retrincherado.

## Galería de imágenes

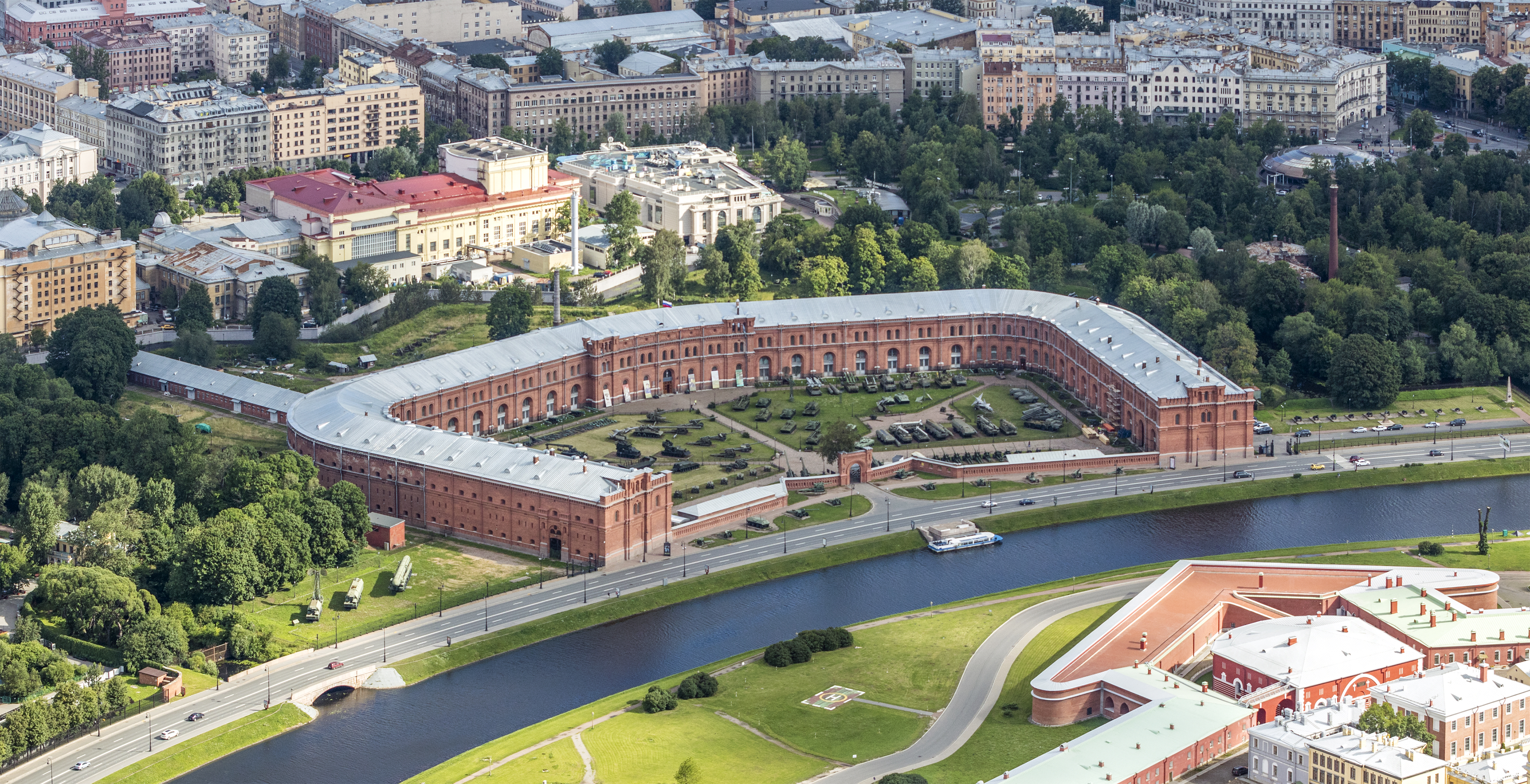
Vista aérea del Museo histórico militar de artillería, ingeniería y comunicaciones, de San Petersburgo
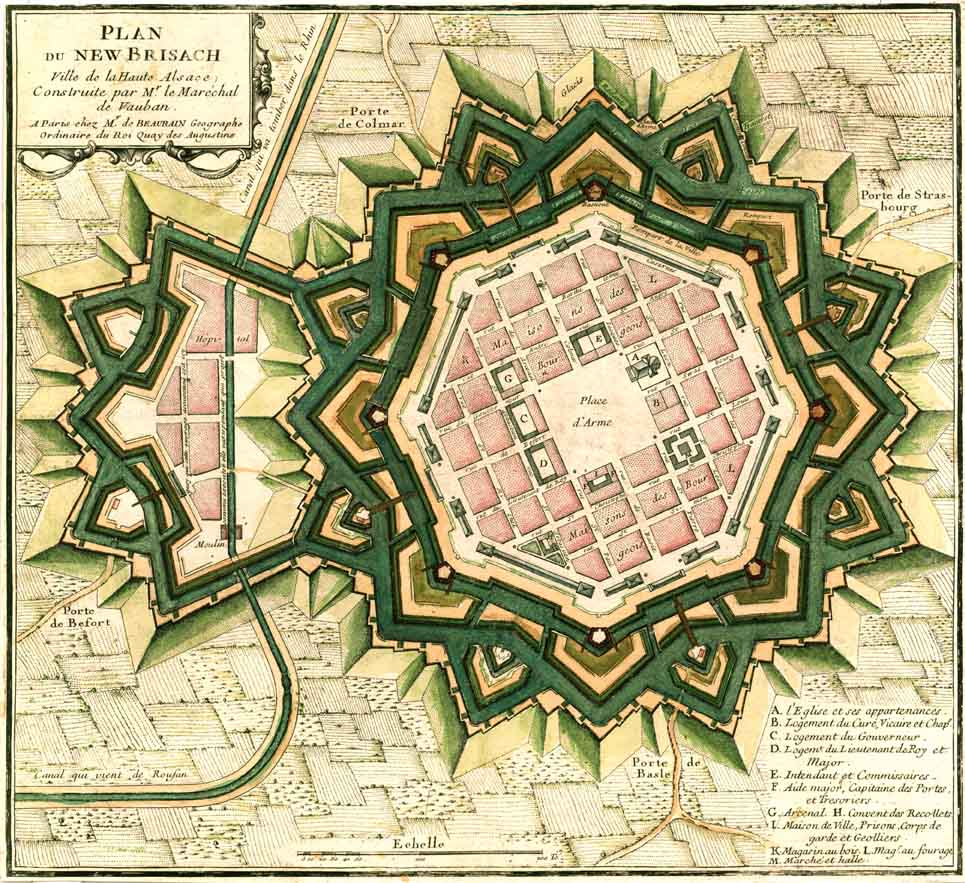
Plano de 1697 de la ciudad fortaleza francesa de Neuf-Brisach, con una gran obra coronada
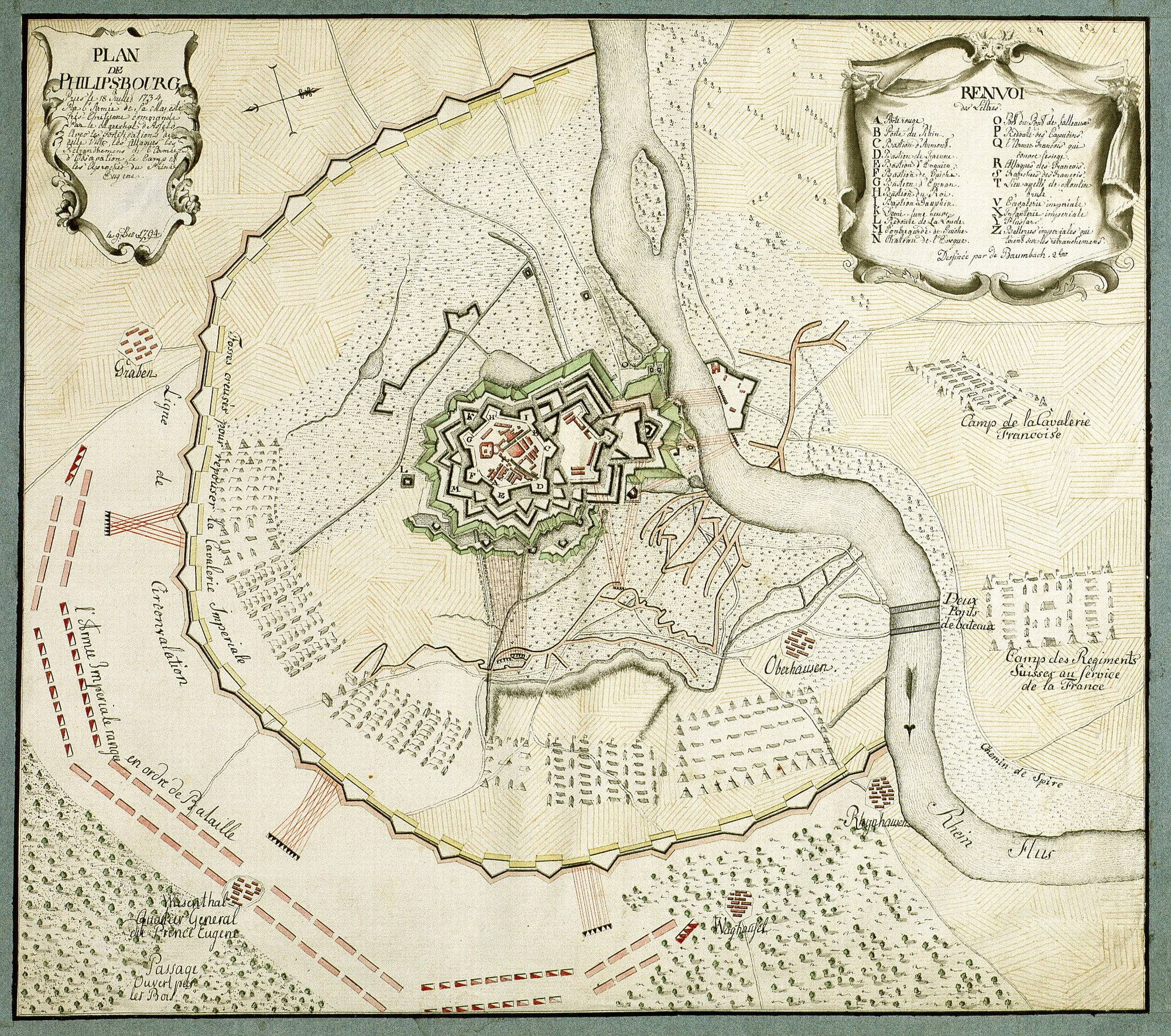
Plano francés del asedio de Philippsburg de 1734, ciudad defenida por una doble obra coronada